# XEDL-AM
XEDL-AM 1250 y XHEDL- 89.7 FM es una estación de radio localizada en la Ciudad de Hermosillo, Sonora. 
Transmite en los 1250 kHz de la banda de Onda Media (Amplitud Modulada) con 1 kW de potencia y en los 89.7 MHz de banda de Frecuencia modulada, con 25 kW de potencia.
Actualmente se conoce como ACTIVA 89.7 FM.

## Historia
El 21 de mayo de 1944, Don Francisco Vidal inició las trasmisiones de su XEDL, en 1250 kHz, con potencia de 1,000 Watts y el 27 de junio de 1944, la profesora Gilda María Luisa Madera Aguirre ingresó a la cabina para convertirse en la primera mujer que hacía llegar los mensajes publicitarios al auditorio.
Cuando Gilda se trasladó a la Ciudad de México para presentar su examen de locutora, en la Secretaría de Comunicaciones y Transportes le informaron que era la primera locutora mujer certificada en la costa del Pacífico. Además de cumplir religiosamente con sus turnos, la profesora Madera adaptaba novelas, que presentaba el cuadro artístico de la Estación los domingos, con duración de una hora; una de las más sonadas fue "Alma Latina" en donde interpretaba el protagónico con el personaje de Alma Fernari. También organizaba, con mucho éxito, concursos de aficionados. Una de las triunfadoras fue Lupe Mejía 'La Yaqui', quien supo abrirse paso en el difícil medio artístico de la Ciudad de México, donde conserva una posición envidiable. En 1949 Gilda Madera se ausentó del micrófono para contraer nupcias con el señor Bernardo Cubillas Vega, pero volvió a la cabina de XEDL, en 1955, siendo ya la señora de Cubillas, para retirarse definitivamente en 1956. Antes, en el período que no laboró en XEDL, formó parte del cuerpo de Locutores de XEDR, de Guaymas, Sonora, y posteriormente en XEOX, de Ciudad Obregón, Sonora.
La visión empresarial y su afición a la radio, hizo que Don Francisco Vidal Moreno, se lanzara a la aventura, en la que con el apoyo de su esposa Eufemia Esquer de Vidal, salió adelante, logrando consolidar la difusora.
Muchos programas, tanto de producción local, como "Saludos a mis barrios", "Forjando artistas", "Música y poesía", "La hora de la alegría", como los que llegaban del DF "La Tremenda Corte", "Kalimán", radionovelas como "Gutierritos", "El derecho de nacer" y tantos otros, conforman "la carta de tiempo" de esta emisora en la que han actuado la mayoría de los locutores en Hermosillo, desde los mismos concesionarios Don Francisco Vidal, Luis Edgardo Vidal, Fernando y Benjamín, así como Ernesto Aparicio, Ramiro Oquita M., José Luis Ponce y Ponce, Manuel Palma Parra, Héctor Licón Cabrera, Gabriel Roberto Monteverde, Jossué Quezasa Escandón, Carlos Esquer Valencia, Juvenal Díaz R., Ángel López Real, Alfonso Arvizu Abril, Fernando Núñez Gil Samaniego, Cecilia Méndez, entre otros.
En 1980, continúa desarrollándose en esta actividad y funda la empresa Grupo Radio Comunicación, S.A., a la que con el tiempo se adhieren siete estaciones, dando inicio al concepto de cadena radiofónica. Durante esta etapa también se comienza la representación comercial de varias emisoras en diferentes entidades del interior de la República Mexicana, incluyendo XEDL de Hermosillo, Sonora, segunda estación de Quiñones Armendáriz.
En 1986 se da un importante crecimiento en el número de radiodifusoras propias, anexándose estaciones en algunos estados del norte del país, entre ellas XEDL y XEVS en Hermosillo, Sonora y otra en Guasave, Sinaloa. Además se desarrolla una estrategia de expansión en lo que se refiere a emisoras afiliadas, concretando para 1988 un total de 85 radiodifusoras agrupadas a Radio, S.A. de C.V.
Esta es unas de las Estaciones de Radio más Antiguas de la ciudad de Hermosillo, y sus programas son los más populares de la capital sonorense.
En 2012 obtiene su combo en 89.7 MHz como parte del proceso para que las estaciones de AM tengan una frecuencia en FM. Con ello cambia su programación y su nombre a DL Radio 89.7: La Gran Diferencia.
El día sábado 9 de noviembre de 2013 cambia su formato hablado y adopta el de musical pop en español. El día jueves 9 de enero de 2014 toma el nombre de Activa 89.7 FM, el nombre propuesta de Irene Acuña y Brenda Montoya, ambas, locutoras de la estación. 
Inicialmente el personal de locutoras en Activa eran Martha Serrano, Irene Acuña, Beatriz Preciado, Jacqueline Rivas y Brenda Montoya. 
De abril del 2014 a septiembre la parrilla estaba compuesta por las locuciones de Martha Serrano con el Matutino Activa 89.7, Irene Acuña, Lucy Mendoza, Ariadna Mercado, sábado y domingo Brenda Montoya. Los fines de semana se incluye un espacio de información Activa Deportes 89.7 con Carlos Cota, Samuel Favela y Martín Valencia. De 14 a 15 horas. 
Actualmente continúan en locución: Martha Serrano con el Matutino Activa 89.7, Irene Acuña, Lucy Mendoza y el programa Activa Deportes 89.7 FM.